# Bretteville-le-Rabet
Bretteville-le-Rabet é uma comuna francesa na região administrativa da Normandia, no departamento Calvados. Estende-se por uma área de 4,49 km². Em 2010 a comuna tinha 307 habitantes (densidade: 68,4 hab./km²).